# Piekberg
Der Piekberg ist mit 161,1 m ü. NHN die höchste Erhebung der Insel Rügen und Vorpommerns und damit die fünfthöchste Mecklenburg-Vorpommerns.
Der „Berg“ hebt sich aus seiner direkten Umgebung durch geringe Höhendifferenzen kaum ab. Er befindet sich in einem Waldgebiet im nordöstlichen Teil der Halbinsel Jasmund, etwa 3 km südwestlich der Stubbenkammer im Nationalpark Jasmund, ungefähr 3 km westlich der Mündung des Kieler Bachs in die Ostsee und zirka 4 km nordnordwestlich der Stadt Sassnitz. Östlich des Piekberges verläuft die abschnittsweise durch den Nationalpark führende Landesstraße 303 (Lohme–Sassnitz).